# Shades of Purple
Shades of Purple (en español: Tonos de púrpura) es el primer álbum de pop dúo noruego, M2M. El álbum fue un gran éxito especialmente en el sudeste de Asia, y vendió más de cinco millones de copias en todo el mundo. 
Seis sencillos fueron los cortes promocionales del álbum, " Don't Say You Love Me", " Mirror mirror", " The Day You Went Away", "Pretty Boy", "Girl in Your Dreams", y "Everything You Do."

## Canciones
1. « Don't Say You Love Me» – 3:46
2. « The Day You Went Away» – 3:43
3. «Girl in Your Dreams» – 3:31
4. « Mirror mirror» – 3:21
5. «Pretty Boy» – 4:40
6. «Give a Little Love» – 3:59
7. «Everything You Do» – 4:02
8. «Don't Mess with My Love» – 3:44
9. «Dear Diary» – 3:58
10. «Do You Know What You Want» – 4:06
11. «Smiling Face» – 4:15
12. «Our Song» – 3:54
13. «Why» – 4:20
14. «The Feeling Is Gone» - 3:15
15. «Don't Say You Love Me» (acústico) – 3:25*
16. «Mirror Mirror» (acústico)  – 3:19*
17. «Pretty Boy» (acústico) – 4:40*

- Las pistas 14-16 aparecen en la Edición del Sudeste de Asia

## Posicionamiento
| Posición | Lista             |
| -------- | ----------------- |
| 1        | Heatseekers       |
| 89       | The Billboard 200 |

## Certificaciones
| País          | Certificación | Ventas  |
| ------------- | ------------- | ------- |
| EUA           | Platino       | 300 000 |
| Chile         | Oro           | 10 000  |
| Indonesia     | Platino 7×    | 280 000 |
| Malasia       | Platino 3×    | 110 000 |
| México        | Oro           | 50 000  |
| Noruega       | Oro           | 20 000  |
| Singapur      | Platino 2×    | 30 000  |
| Corea del Sur | Platino       | 30 000  |
| Taiwán        | Platino       | 70 000  |
| Tailandia     | Platino 7×    | 400 000 |
| Filipinas     | Platino 4×    | 90 000  |
| 4 045 000+    |               |         |

- Datos: Q1328394